# Vigny (tổng)
Tổng Vigny là một tổng, thuộc tỉnh Val-d'Oise trong vùng Île-de-France.
Tổng Vigny gồm 18 xã, được tách từ tổng Marines lúc lập tỉnh Val-d'Oise năm 1967. 

## Các xã
(điều tra dân số năm 1999, dân số không tính trùng)
- Ableiges (957 dân)
- Avernes (776 dân)
- Cléry-en-Vexin (411 dân)
- Commeny (375 dân)
- Condécourt (486 dân)
- Courcelles-sur-Viosne (275 dân)
- Frémainville (477 dân)
- Gadancourt (76 dân)
- Gouzangrez (171 dân)
- Guiry-en-Vexin (175 dân)
- Longuesse (511 dân)
- Montgeroult (411 dân)
- Le Perchay (476 dân)
- Sagy (1 127 dân)
- Seraincourt (1 261 dân)
- Théméricourt (229 dân)
- Us (1 253 dân)
- Vigny (1 036 dân)

## Thông tin nhân khẩu
| 1962                                                     | 1968 | 1975  | 1982  | 1990  | 1999   |
| -------------------------------------------------------- | ---- | ----- | ----- | ----- | ------ |
|                                                          |      | 7 336 | 8 770 | 9 780 | 10 483 |
| Nombre retenu à partir de 1962 : dân số không tính trùng |      |       |       |       |        |